# Миска (блатни вулкан)
Миска (рус. Миска, Мыска) малено је узвишење настало као последица ерупције блатног вулкана. Налази се на северној периферији града Темрјука на подручју Таманског полуострва, на западу Краснодарске покрајине Руске Федерације. Цело подручје има статус заштићеног природног подручја. Висина брда је 64,5 метара, а последња ерупција десила се 1860. године. 
Најинтензивније ерупције блата дешавале су се током XIX века, са максималном активношћу током 1812. и 1844. године и у том периоду је и формирана савремена физиологија вулкана. 